# Кашина Роверина (Алесандрија)
Кашина Роверина је насеље у Италији у округу Алесандрија, региону Пијемонт.
Према процени из 2011. у насељу је живело 37 становника. Насеље се налази на надморској висини од 129 м.